# Колларт, Якоб
Якоб Колларт (? — 1637) — фламандский адмирал, служивший капером, один из дюнкеркских корсаров, бывших на службе у испанских Габсбургов во время Нидерландской революции.
Он был причастен к захвату и уничтожению по крайней мере 150 рыбацких судов, доставив вследствие этого 945 пленённых моряков на свою базу в Дюнкерке для выкупа. Будучи одним из ведущих адмиралов в течение десятилетия, он позже встречался с другими голландскими корсарами того времени, включая капитана Класа Компана, который сбежал от него, увидев корсара у испанского побережья.

## Биография
С 1633 по 1637 год Колларт занимал пост вице-адмирала Королевской эскадры, базирующейся в Дюнкерке, и в 1635 году его атаки на нидерландских промысловиков сельди стоили городу Флиссингену более двух миллионов гульденов.
Хотя город Дюнкерк находился в голландской блокаде в начале 1635 года, блокада была временно ослаблена, так как несколько военных кораблей под командованием лейтенант-адмирала Филипса ван Дорпа поддерживало французские военно-морские силы в Бискайском заливе, и 14 августа Колларт вышел из Дюнкерка, успешно прорвав голландскую блокаду флотом из 21 судна.
Через три дня флот Колларта выследил рыболовецкий флот численностью 160 человек под охраной одного военного корабля, вооруженного 39 орудиями и экипажем из 85 человек. После простого устранения сопровождения 74 судна были потоплены и сожжены, уцелевшие суда ушли на Вли.
19 августа, уйдя от преследования шести военных кораблей, силы Колларта уничтожили около 50 рыболовецких шхун возле Доггер-Банки. Из оставшихся в живых рыбаков 150 человек, включая раненых, а также юных и пожилых, были помещены на торговое судно из Гамбурга и возвращены в Голландскую республику, а остальные 775 остались в плену для выкупа.
После этой последней атаки Генеральные штаты Нидерландов вскоре снарядили флот, приказав всем имеющимся судам отправиться за флотом Колларта. Его командиру Виллему Кодде ван дер Бурху было приказано выйдя из Роттердама, встретиться у Тексела с Филипсом ван Дорпом, недавно вернувшимся из Ла-Рошели и вице-адмиралом Квастом.
Вскоре Колларт столкнулся с голландским флотом ван дер Бурха и ван Дорпа, состоящим из двадцати военных кораблей, и сумел нанести ущерб четырём из них, прежде чем подошедший флот Кваста вынудил Колларта отказаться от боя. Частично из-за плохой погоды, Колларт смог уйти в Дюнкерк, прибыв 8 сентября 1635 года с 975 пленными рыбаками.
В следующем году во время плавания с двумя другими корсарами, Колларт и Матьё Ромботсен были пойманы (третий капитан сумел убежать в английский порт) возле Дьепа после пятичасовой битвы против капитана Йохана Эвертсена 29 февраля 1636 года.
Колларт умер от болезни в Ла-Корунье в августе 1637 года. У него был сын Жак Колларт-младший, который также был капером. Кроме того, он был свёкром английского вице-адмирала Эдварда Спрэгга.